# Miles and Miles of Swing
Miles and Miles of Swing ist ein Jazzalbum des Butch Miles Sextet mit Scott Hamilton und Marky Markowitz. Die 1977 in den Mastertone Recording Studios, New York City, entstandenen Aufnahmen wurden 1978 in Europa bzw. in Japan auf Stateside und Famous Door veröffentlicht, 2015 als Compact Disc auf Solid Records und in den Vereinigten Staaten auf Progressive Records.

## Hintergrund
Während Butch Miles 1994 und 2003 einzelne Gruppen für Aufnahmen unter eigenem Namen für das deutsche Label Nagel-Heyer Records leitete, waren alle anderen Platten des Schlagzeugers als Bandleader in den Jahren 1977–86 für die kleinen Label Famous Door (von Harry Lim, dem früheren Inhaber von Keynote Records) und Dreamstreet entstanden. Miles and Miles of Swing war das erste von fünf Alben des Schlagzeugers Butch Miles für das japanische Label Famous Door. Butch Miles leitete dabei ein All-Star-Sextett mit Musikern des Mainstream Jazz;  Scott Hamilton und Al Cohn am Tenorsaxophon, Marky Markowitz am Flügelhorn, John Bunch am Piano und Milt Hinton am Bass. Während Hamilton und Cohn während dieser Zeit bei vielen Sessions auftraten, war Markowitz viel seltener zu hören, notierte Lee Shaw. Nachdem dieser in den 1940er-Jahren mit den Orchestern von Charlie Spivak, Jimmy Dorsey, Sonny Dunham, Boyd Raeburn und Woody Herman gearbeitet hatte, wurde er in späteren Jahren ein Studio- und Session-Musiker, der nur selten als Solist auftrat.
Butch Miles setzte die Reihe seiner Alben für Famous Door mit den Produktionen The Butch Miles Sextet With Carmen Leggio & Russell Procope: Butch's Encore  (1979), The Butch Miles Sextet with Norris Turney and Glenn Zottola: Butch Miles Salutes Chick Webb (1980), Butch Miles Swings Some Standards (1981) und schließlich mit The Butch Miles Sextet Arrangements by Jorge Anders: Butch Miles Salutes Gene Krupa (1982) fort. Mitte der 2010er-Jahre wurde Miles and Miles of Swing beim Label Jazzology neu aufgelegt, mit drei alternativen Takes und einer bisher unveröffentlichten Version von I Surrender Dear.

## Titelliste
- Butch Miles: Miles and Miles of Swing (Stateside IHJ-70161, Famous Door IHJ-70161)[3]
  1. Cherokee (Ray Noble) 6:55
  2. I’m Getting Sentimental Over You (George Bassman, Ned Washington) 5:44
  3. Take the “A” Train (Billy Strayhorn) 6:01
  4. The King (Count Basie) 5:29
  5. Sweet Lorraine (Burwell, Parish) 5:06
  6. For the Boss (Miles, Hamilton, Cohn, Markowitz, Bunch, Hinton) 7:11
  7. Broadway (Wilbur H. Bird, Teddy McRae, Henri Woode) 4:55

## Rezeption
Scott Yanow verlieh dem Album in AllMusic vier Sterne und schrieb, Butch Miles, der gleichermaßen von Buddy Rich und Gene Krupa beeinflusst sei, würde musikalisch an einigen guten Stellen landen, lasse aber meistens seine erstklassigen Sidemen agieren. Mit Ausnahme des spontanen For the Boss umfasse das Repertoire bekanntes Material aus der Swing-Ära, darunter Cherokee, The King (ursprünglich ein Spielfilm mit Illinois Jacquet und dem Count Basie Orchestra Mitte der 1940er Jahre) und Broadway. Die sei ein exzellentes Album mit Jamsession-Feeling.
In Anbetracht seines Status als einer der besten Swing-orientierten Schlagzeuger und einer, der das Count Basie Orchestra der 1970er Jahre zum Aufschwung brachte, ist es überraschend, dass Butch Miles in seiner Karriere nicht mehr Alben geleitet habe, meinte Lee Shaw (Syncopated Times). Miles habe seinen Anteil an Solos (vorgestellt in Basies The King), präsentiere aber auch seine Sidemen recht großzügig. Glücklicherweise sei Markowitz auf einigen von Butch Miles’ Famous-Door-Sessions  und auch auf diesem Album in Höchstform zu erleben. Klassiker wie Cherokee, eine langsamere Version von Take the ‚A‘ Train und Broadway würden von diesen Swing-Allstars, die alle ihr hohes Potenzial ausschöpfen, hervorragend interpretiert.